# 李鍾嶽
李鍾嶽（1854年—1907年9月23日），字菘生，一字申甫，號晴嵐，山東省安丘縣北輝渠村人。18歲中秀才，39歲中舉人，光緒二十四年（1898年）中進士。光緒三十三年（1907年）正月，出任浙江山陰縣知縣。

## 逮捕秋瑾
1907年，徐錫麟槍殺恩銘後，紹興府知府貴福，派山陰縣令李鍾嶽查封大通學堂，逮捕秋瑾。
時有山陰縣鄉紳數十人，晉見縣令懇求保護地方。李鍾嶽答應，遂乘轎赴紹興府謁見貴福，向其報称大通學校並無越軌行動，並請求由自己暗中偵查。貴福不悅，但也未拒絕。李鍾嶽回署，與眾士紳計議，別無良策，只好用拖延時日的方法，以期讓大通學生們逃過一劫。
李鍾嶽帶領標兵管帶到大通學校查抄。李深恐軍隊亂開槍，特地乘轎在前，軍士只得朝天鳴槍。人馬剛至時，校門緊閉，校內有槍還擊，李在轎內，大聲喊話：“本縣在此，大家放心，無須開槍。”軍士遂破校門而入，師生四散。縣令怕傷及秋瑾，喝令兵士不得射擊女子。此時，秋瑾正穿著長袍立在屋脊上，聽縣令喊話便脫下長袍。軍士見是女子，不復射擊，得免于難。因放暑假，這次查抄只逮到秋瑾和八名個學生。另在水澄橋河下溺死一人，校墻外跌死一人，並搜出槍數十支，子彈若干。秋瑾被捕后，李鍾嶽不肯刑訊逼供，只是讓秋瑾自己寫供詞，於是留下“秋風秋雨愁煞人”一言。

## 义殉秋瑾
李锺嶽到绍兴府向贵福报告审讯情形。贵福随后找到浙江巡抚张曾敭计议，不顾李锺嶽反对，执意将秋瑾处决，秋瑾时年31岁。
秋瑾遇害後三日，李鍾嶽被貴福撤職。去任时，相送者数千人，为李氏鸣不平者甚众。
目睹秋瑾的死、貴福等人的橫暴而無能為力，李鍾嶽在離開紹興前夕，將大堂所陳天平架等劈毀，並留下了“若借此想見好上臺，便是禽獸”這樣的話。另有一陳姓師爺，為紹興府署刑席，聞以辦秋瑾案為不然，告病辭去。
李回到杭州寓所，心懷憂憤，不能自已，遂於是年9月23日懸梁自盡。浙人聞之，無不扼腕嘆。
李氏一死，张曾扬、贵福更成为人们声讨的靶子。贵福也在民国后改名换姓，不敢堂而皇之地做人。
1912年7月21、22日，《民主報》連續報道《西子湖濱之血淚》，《新浙江潮》主筆王卓夫說：“李公為專制時代良吏，既因秋案如是，乃附祀秋祠以光泉下，該社均表同情。”

## 青史留芳
褚慧僧与秋瑾生前挚友吴芝瑛、徐寄尘於1912年在西子湖畔建秋瑾墓和鉴湖女侠祠，特将李钟嶽的神位祀于祠中，上题“清山阴知县李钟嶽之神位”，下书“李钟嶽先生，山东安丘县人，秋案中有德于女侠”，以纪念李钟岳保护秋瑾的义举。从此，李钟嶽的事迹并垂青史。
1936年，李鍾嶽之子《民國日報》記者李江秋，專赴杭州與秋瑾之弟秋宗章相見。秋宗章告訴李江秋：「先姊在家，獨居一小樓，所有與先烈來往信件，均藏其中。六月初四（農曆）大通被查抄時，全家均逃難，故一切未及掩藏。令父李鍾嶽先生在查抄前，已問明小樓為秋女士所居，故意不令檢查，否則必連累多人」。此足證明李鍾嶽救人於難的苦心。

## 影視作品
- 2011年中港合作電影《競雄女俠·秋瑾》 黃秋生飾李鍾岳